# Philip Stanhope, 5. Earl of Chesterfield

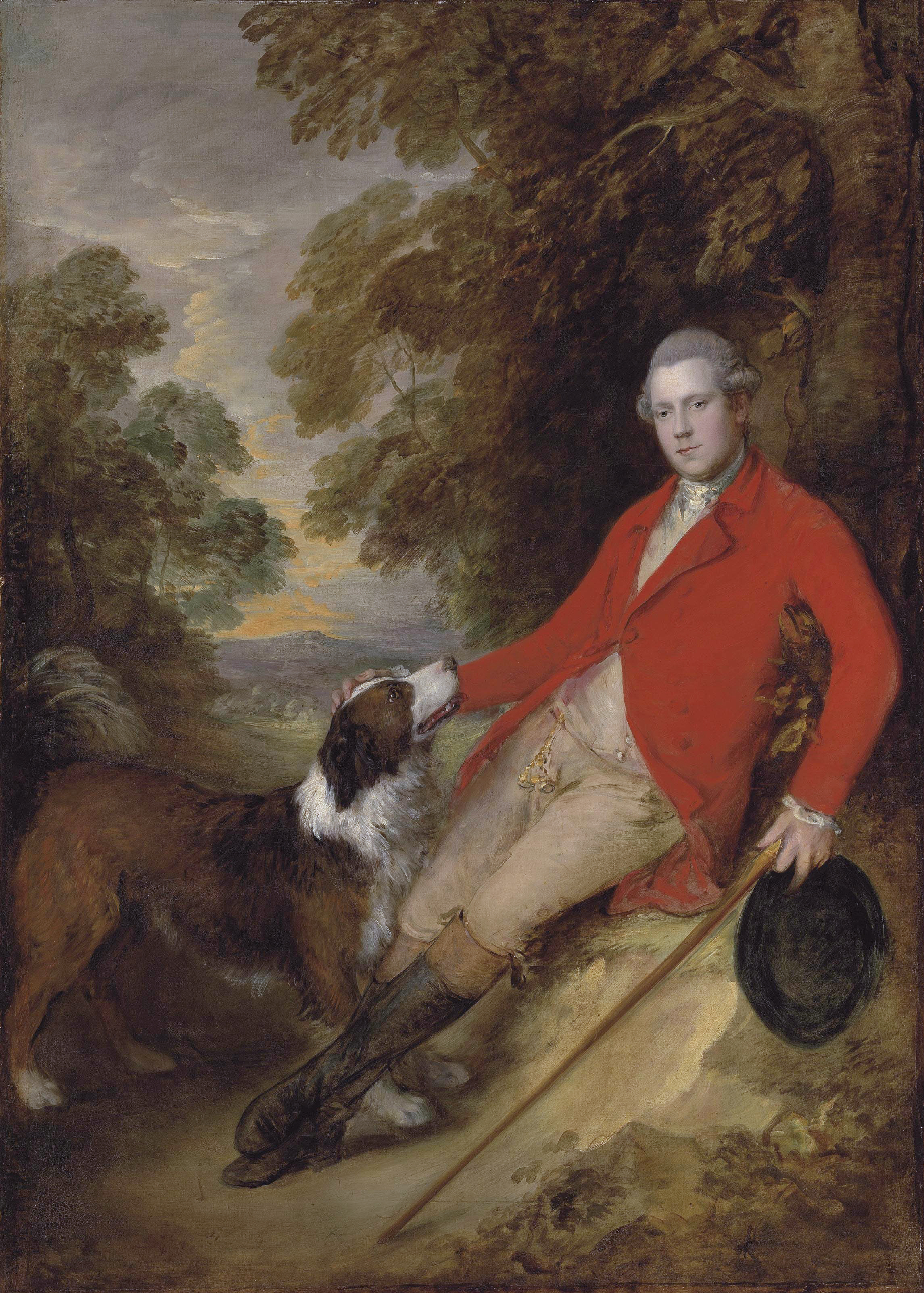
Philip Stanhope, 5. Earl of Chesterfield

Philip Stanhope, 5. Earl of Chesterfield (* 10. November 1755; † 29. August 1815 in Bretby, Derbyshire) war ein britischer Politiker und Diplomat.

## Leben
Er war der einzige überlebende Sohn des Arthur Charles Stanhope (1715–1770), Gutsherr von Mansfield Woodhouse in Nottinghamshire, aus dessen zweiter Ehe mit Margaret Headlam. Sein Vater war ein Urenkel des jüngsten Sohnes des Philip Stanhope, 1. Earl of Chesterfield (1584–1656). Er war der Titelerbe (Heir presumptive) seines kinderlosen Onkels vierten Grades Philip Stanhope, 4. Earl of Chesterfield (1694–1773), der ihn schließlich adoptierte.
Er wurde zunächst von Privatlehrern erzogen, darunter die namhaften Gelehrten Adam Ferguson und William Dodd. Ab 1773 studierte er an der Universität Leipzig. In dieser Zeit wurde er 1773 Mitglied der Freimaurerloge Minerva zu den drei Palmen Leipzig. Im selben Jahr erbte er beim Tod seines Adoptivvaters dessen Adelstitel als 5. Earl of Chesterfield und 5. Baron Stanhope und wurde dadurch Mitglied des britischen House of Lords.
1776 wurde er als Fellow in die Society of Antiquaries, sowie in die Royal Society aufgenommen. 1779 erwarb er einen Dienstposten als Captain des 85th Regiment of Foot der British Army, den er im Folgejahr wieder aufgab. Von 1781 bis 1782 amtierte er als Lord Lieutenant von Buckinghamshire.
Er gewann die Gunst von König Georg III. 1784 wurde er Mitglied des Privy Council und von 1784 bis 1787 war er britischer Botschafter in Spanien, ohne je dorthin zu reisen. Unter William Pitt diente er als von 1789 bis 1790 als Münzmeister, von 1790 bis 1798 als Generalpostmeister und von 1798 bis 1804 als Master of the Horse. 1805 wurde er als Knight Companion des Hosenbandordens ausgezeichnet.

## Ehen und Nachkommen

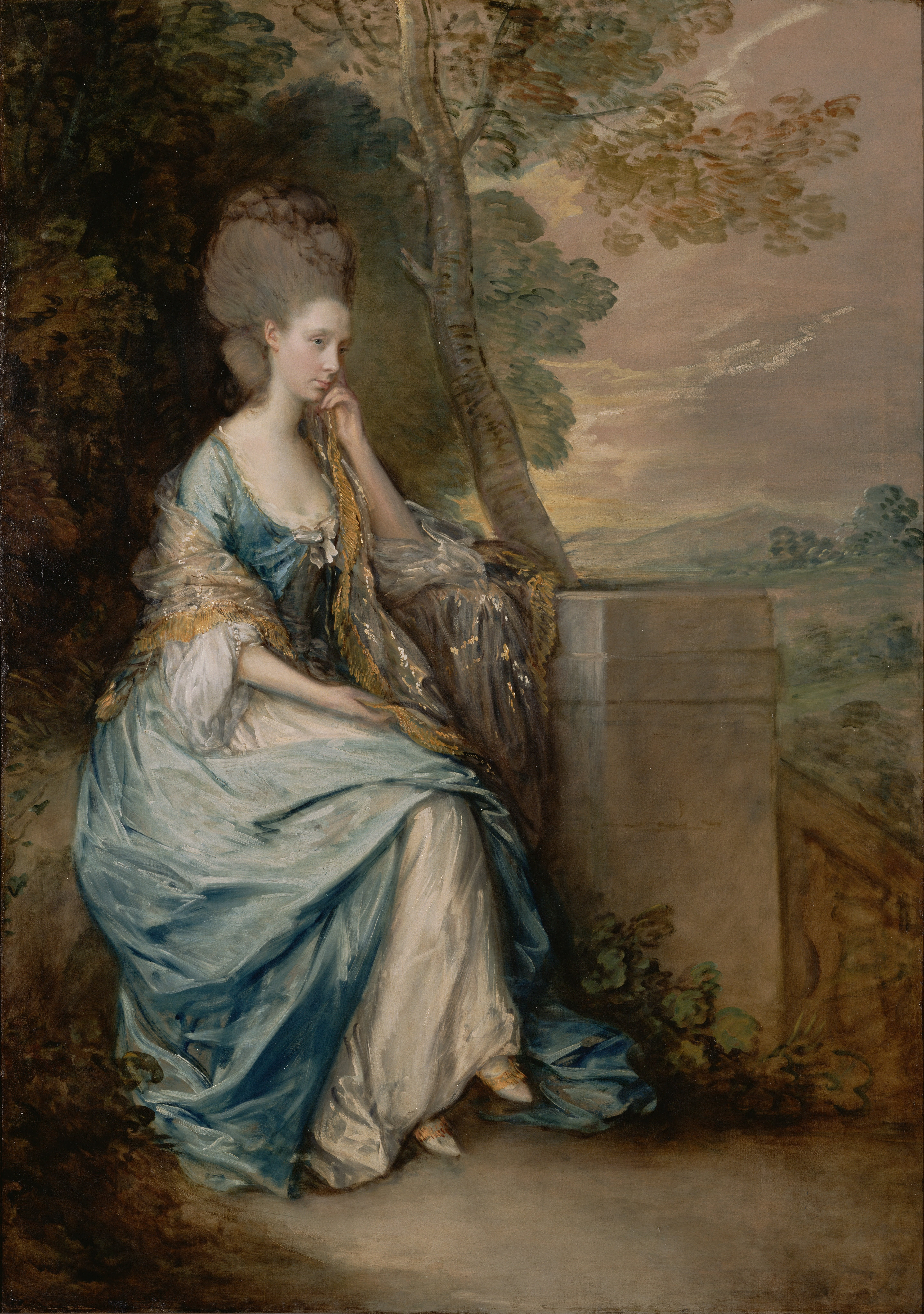
Anne, Countess of Chesterfield

1777 heiratete er in erster Ehe Anne Thistlethwayte (1759–1798), Tochter des Rev. Robert Thistlethwayte (1720–1767). Mit ihr hatte er eine Tochter:
- Lady Harriet Stanhope (* 1803).

Nach dem frühen Tod seiner ersten Gattin heiratete er 1799 in zweiter Ehe Lady Henrietta Thynne (1762–1813), Tochter des Thomas Thynne, 1. Marquess of Bath. Henrietta war von 1807 bis 1813 Hofdame (Lady of the Bedchamber) der Königin Charlotte. Mit ihr hatte er zwei Kinder:
- George Stanhope, 6. Earl of Chesterfield (1805–1866) ⚭ 1830 Hon. Anne Elizabeth Weld-Forester (1802–1885), Tochter des Cecil Weld-Forester, 1. Baron Forester;
- Lady Georgiana Stanhope (1803–1824), ⚭ 1820 Frederick Richard West, Gutsherr von Ruthin Castle in Denbighshire.